# Jacques Bell
Ne doit pas être confondu avec John Finch (1er baron Finch).
Jacques Bell (1524 - 20 avril 1584) est un prêtre catholique anglais et le seul des prêtres mariaux (en) connu pour avoir subi le martyr. Béatifié par le pape Pie XI en 1929, sa mémoire est célébrée le 20 avril.

## Biographie
Jacques Bell est né à Warrington dans le Lancashire en 1524. Il fait ses études à l'Université d'Oxford, où il est ordonné prêtre sous le règne de Marie 1re. À l'arrivée au pouvoir de la reine Elizabeth, il refuse durant quelque temps de se conformer aux changements de religion imposé par le pouvoir royal. Mais ensuite, adoptant les principes de la Réforme anglaise, il exerce les fonctions de ministre du culte dans l'Église d'Angleterre, durant vingt ans,,,.
En 1581, il sollicite une dame d'user de ses bons offices pour lui procurer un petit lectorat, dont son mari était le patron. Cette dame, étant catholique, l'invite à revenir dans l'Église catholique (qu'il avait rejeté). Ému par ses paroles, il cherche à réintégrer l'Église catholique en 1581, et après « avoir passé quelques mois à se consacrer à la pénitence et aux exercices spirituels, s'appliquant à l'étude du bréviaire, aux cérémonies de la sainte messe, aux sacrements et aux autres devoirs de son sacerdoce », il est autorisé à reprendre ses fonctions sacerdotales. Il travaille avec zèle comme prêtre missionnaire pendant deux ans parmi les catholiques les plus pauvres, dans presque toutes les maisons catholiques et les centres de messe du Lancastre.
En janvier 1584, alors qu'il se rend à pied d'une maison catholique à une autre, il demande son chemin à un homme qui s'avére être un espion. Bell est appréhendé par ce poursuivant à Golborne puis emprisonné à Salford Gaol. Il est ensuite traduit en justice aux Assizes du Carême à Lancastre. Pour cela, il est transféré « à cheval avec ses bras attachés et ses jambes liées sous le cheval », ce qui est extrêmement douloureux. Son procès se déroule en même temps que ceux de Jean Finch, de Thomas Williamson et de Richard Hutton (ces deux derniers sont également des prêtres catholiques),.
Il est interrogé par les juges Huddleston et Parker le 18 avril 1584. Bell a environ soixante ans et il est un peu malentendant. N'entendant donc pas tout ce qu'on lui dit et ne répond pas toujours. Cela a été pris comme un signe de faiblesse, si bien que le lendemain, 19 avril, ses accusateurs ont cherché à le terrifier avec la description de son exécution, mais le vieux prêtre n'en a pas été ému.
Enfin, le tribunal lui demande s'il a réintégré l'Église catholique ou non. Il répond que oui, le tribunal s'exclame alors « oh c'est de la haute trahison », comme le stipule la loi de l'époque pour les prêtres catholiques en Angleterre. Cependant, Bell répond : « ce n'est rien d'autre que le Saint Sacrifice de Pénitence ». On racconte que la Cour a éclatée de rires et de mépris devant l'accusé. Bell a alors déclaré: « Je pardonne les péchés non par mon propre pouvoir, mais parce que je suis prêtre et que j'ai le pouvoir d'absoudre les péchés ».
Jacques Bell s'est comporté avec beaucoup de courage et, après avoir été condamné, il dit au juge : « Je supplie Votre Seigneurie, pour l'amour de Dieu, d'ajouter à la sentence que mes lèvres et le dessus de mes doigts devraient être coupés pour avoir juré et souscrit aux articles des hérétiques, contraires à la foi, à ma conscience, et à la vérité de Dieu ».

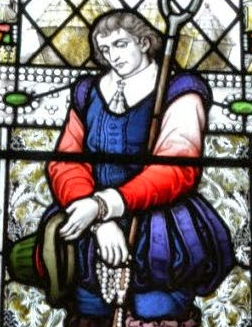
Vitrail représentant le martyr de son compagnon Jean Finch.

Le père Bell consacre la nuit précédant son exécution à la prière et à la méditation. Il a, en peu de mots, exhorté tous les prisonniers condamnés, à la foi catholique et à la vraie repentance. Il demande alors à son compagnon, Jean Finch, de les instruire plus largement, car, âgé et affaibli par les privations, il n'en avait plus la force.
Le matin de son exécution, le 20 avril 1584, il aurait dit : « Ô jour béni, Ô le plus beau jour que j'ai jamais vu de ma vie », il refuse les services d'un ministre anglican en disant : « car je ne veux pas, ne te crois, ni ne t'écoute, que contre ma volonté ». Lorsqu'il est rendu sur le lieu du supplice, les bourreaux le forcent à regarder l'écartèlement de Jean Finch. Quand il a voit le bourreau retirer les entrailles de Finch, il lui dit: « O pourquoi est-ce que je m'attarde si longtemps derrière mon doux frère; laisse-moi me hâter après lui. C'est un jour des plus heureux ». On dit qu'alors il aurait prié pour tous les catholiques et pour la conversion de tous les hérétiques.
Bell est pendu puis écartelé au château de Lancastre le 20 avril 1584, le même jour que Jean Finch.

## Béatification
Jacques Bell fait partie des 108 martyrs béatifiés par le pape Pie XI le 15 décembre 1929.
Sa mémoire est célébrée dans l'Église catholique le 20 avril, en même temps que Jean Finch.